# کاردینگتون بدفوردشیر
کاردینگتون بدفوردشیر (به انگلیسی: Cardington) یک روستا و محله مدنی در بریتانیا است که در بدفورد، انگلستان واقع شده‌است. کاردینگتون بدفوردشیر ۳۱۷ نفر جمعیت دارد.